# 4-Methyl-1H-benzotriazol
4-Methyl-1H-benzotriazol ist eine chemische Verbindung aus der Gruppe der Benzotriazolderivate.

## Vorkommen
4-Methyl-1H-benzotriazol wurde in geringen Mengen im Leitungswasser nachgewiesen.

## Eigenschaften
4-Methyl-1H-benzotriazol ist ein weißes bis dunkelbraunes Pulver, das löslich in Wasser ist.

## Verwendung
4-Methyl-1H-benzotriazol wird (oft in Mischung mit 5-Methyl-1H-benzotriazol unter dem Namen Tolyltriazol) als Korrosionsschutzmittel verwendet. Es dient als wesentlicher Bestandteil in der Mischung von Flugzeugenteisungs- und -antieisflüssigkeiten (ADAFs).

## Umweltrelevanz
4-Methylbenzotriazol ist als Gemisch mit 5-Methylbenzotriazol (Tolyltriazol) eine der Leitsubstanzen der Schweizer Kontrollliste für die Einschätzung der Klärleistung in der 4. Reinigungsstufe.